# Charles Henri Marie Flahault
Charles Henri Marie Flahault ( 3 de octubre de 1852, Bailleul (Norte) -3 de febrero de 1935, Montpellier) fue un botánico, y geobotánico francés, y destacadísimo como pionero de la Fitogeografía, Fitosociología, Ecología forestal, y de la vulgarización científica. Los términos relevado entre área y spp. para una muestra de comunidad vegetal es de su invención. Fue de los primeros en usar los conceptos tales como asociación vegetal, la noción de estación botánica. Fue autor de numerosos trabajos científicos mayores, iniciador de la cartografía botánica y el primero, en Francia, de establecer las fuertes líneas entre botánicos y técnicos forestals.
Funda el Instituto de Botánica de la Universidad, en Montpellier, donde reside de 1881 hasta su deceso.
Obtiene su grado doctoral en 1878. Realiza continuos estudios en la Universidad de Upsala en 1879 junto a Gaston Bonnier. Será profesor de Botánica en Montpellier a partir de 1881.
Notables estudiantes: Josias Braun-Blanquet.

## Obra
- Recherches sur l’accroissement terminal de la racine chez les phanérogames. Tesis de doctorado. G.Masson, Paris, 1878. 198 p. 8 pl.
- Observations sur les modifications des végétaux suivant les conditions physiques du milieu. An. Sc. Nat. Bot. 6, VII, p. 93-125, 1878. Con G Bonnier
- Nouvelles observations sur les modifications des végétaux suivant les conditions physiques du milieu. An. Sc. Nat. Bot. 6, IX, p. 159-207. 1878
- Phénomènes périodiques de la végétation d’après les travaux météorologiques scandinaves. 1878
- Nouvelles observations sur les modifications des végétaux suivant les conditions physiques du milieu. B.S.B.F. XXXVI, p. 346-350. 1879
- Distribution des végétaux dans les régions moyennesde la presqu’île scandinave. 1879. Con G Bonnier
- Révision des Nostocacées Hétérocystées contenues dans les principaux herbiers de France, 1886-1888 (con Bornet) reimpr. 1959
- Sur quelques plantes vivant dans le test calcaire des Mollusques, B.S.B.F., 36, 1889
- La répartition géographique des végétaux dans un coin du Languedoc (département de l’Hérault), Montpellier, 1893
- Projet de carte botanique, forestière et agricole de la France, 1894
- Sur la flore de la Camargue et des alluvions du Rhône, B.S.B.F., 41, 1894. Con P Combres
- Au sujet de la carte botanique, forestière et agricole de la France, et des moyens de l’exécuter, 1896
- La flore de la vallée de Barcelonnette, 1897
- La distribution géographique des végétaux dans la région méditerranéenne française, Paris, 1897. Publica Gaussen en 1937
- Essai d’une carte botanique et forestière de la France, 1897
- La flore et la végétation de la France, Klincksieck, 1901
- La flore et la végétation de la France, introducción a la Flore de France de H Coste, Paris, 1901
- Les limites supérieures de la végétation forestière et les prairies pseudo-alpines en France, R.E.F. 1901
- Premier essai de nomenclature phytogéographique, Bulletin de la Société languedocienne de géographie, Montpellier, 1901
- La nomenclature en géographie botanique, Annales de Géographie, X, 1901
- La paléobotanique dans ses rapports avecla végétation actuelle, Klincksieck, Paris, 1903
- Les hauts sommets et la vie végétale, La Montagne, Club alpin français, 1904
- Rapport au sujet des jardins botaniques de l’Aigoual, Montpellier, 1904
- Nouvelle flore coloriée de poche des Alpes et des Pyrénées, Série 1, Librairie des Sciences naturelles Paul Klincksieck, 1906. Vol. II de la colección
- Les jardins alpins, A.G. 1906
- Préface de l'Hortus Vilmorianus, 1906
- Introduction au Catalogue des plantes vasculaires dans le département du Var por Albert et Jahandiez, 1908
- Nouvelle flore coloriée de poche des Alpes et des Pyrénées, Serie 2, Librería de Ciencias naturales Paul Klincksieck, 1908
- Rapport sur la nomenclature phytogéographique. Con Carl Joseph Schröter (1855-1939)), Actas del II Congreso internacional de Botánica, Wildemann, Bruselas, 1910
- Nouvelle flore coloriée de poche des Alpes et des Pyrénées, Série 3, Librairie des Sciences naturelles Paul Klincksieck, 1912
- Notice sur les travaux scientifiques, Firmin et Montane, Montpellier, 1917
- Les Causses du Midi de la France, Bol. Société languedocienne de Géographie, III-3, IV, V-1, 1932-1934
- La distribution géographique des végétaux dans la région méditerranéenne française, Encyclopédie biologique Lechevalier, 1937

## Honores
- electo miembro de la Real Sociedad Fisiográfica de Lund, en 1888
- electo miembro de la Real Sociedad de Ciencias de Upsala, en 1905
- 1907 Doctor honoris causa de la Universidad de Upsala

### Epónimos
Especies (más de 20)
- (Apiaceae) Cryptotaenia flahaultii Koso-Pol.[1]
- (Apiaceae) Lereschia flahaultii Woronow[2]
- (Asteraceae) Artemisia flahaultii Emb. & Maire[3]
- (Asteraceae) Centaurea flahaultii Cabanès[4]
- (Caryophyllaceae) Dianthus flahaultii Braun-Blanq.[5]
- (Chenopodiaceae) Salicornia flahaultii A.Chev.[6]
- (Fabaceae) Ulex flahaultii Hy[7]
- (Papaveraceae) Papaver flahaultii Fedde[8]
- (Pinaceae) Pseudotsuga flahaultii Flous[9]
- (Poaceae) Puccinellia flahaultii (Sennen & Mauricio) Ponert[10]
- (Solanaceae) Solanum flahaultii Bitter[11]